# Божо Новак
Божо Новак (Подлуг код Санског Моста, 2. јануар 1948) је генерал-мајор Војске Републике Српске у пензији. Током Одбрамбено-отаџбинског рата вршио је дужност замјеника команданта Ваздухопловства и противваздушне одбране ВРС.

## Биографија
Рођен је 1948. године у селу Подлуг од оца Остоје и мајке Саве. Поред њега родитељи су имали још двоје дјеце. По националности је Србин. Ожењен је и има двоје дјеце. Крсна слава породице је Свети Никола - Никољдан (19. децембар).
Завршио је основну школу у Санском Мосту 1961, Гимназију у Санском Мосту 1965, Војну академију Копнене војске у Београду 1968, Школу усавршавања официра противавионских ракета 1969, курс командира батерије 1973, курс преобуке за ракетни систем С-175М "НЕВА" 1975, Командно-штабну академију Ратног ваздухопловства и противваздушне одбране Југословенске народне армије 1979. у Београду и Командно-штабну школу оператике Ратног ваздухопловства и противваздушне одбране Југословенске народне армије 1989. у Београду. Све школе и курсеве завршио је одличним успјехом. У чин генерал-мајора унапријеђен је 16. јуна 1994. године.
Произведен је у чин потпоручника 1. септембра 1968, а унапријеђен у чин поручника 22. децембра 1970. (ванредно), капетана 22. децембра 1973, капетана прве класе 22. децембра 1976, мајора 22. децембра 1979. (пријевремено), потпуковника 22. децембра 1984, пуковника 22. децембра 1989, а унапријеђен је у чин генерал-мајора 28. јуна 1994. године.
Обављао је дужности: у 250. ракетном пуку противваздушне одбране у Младеновцу: официр за вођење 1969; командир вода ("У" кабине) 1969-1973; командир батерије за вођење ракета 1973-1974; у 350. ракетном пуку противваздушне одбране: командир батери је за вођење ракета у ракетном дивизиону у Љубљани 1974-1976; у Доњем Логатецу: замјеник команданта ракетног дивизиона 1976-1979; и командант ракетног дивизиона 1979-1981; у Врхники: начелник штаба (уједно замјеник команданта) ракетног пука противваздушне одбране 1981-1988. и командант 350. ракетног пука противваздушне одбране 1988-1991; у Мостару командант 350. ракетног пука противваздушне одбране 1991-1992; у Батајници од априла до маја 1992. командант 350. ракетног пука противваздушне одбране; начелник штаба (уједно замјеник команданта) у Команди ваздухопловства и противваздушне одбране Војске Републике Српске у Бањој Луци 1992-1996. и на располагањуу Генералштабу Војске Југославије 1996-1997. Од 1974. до 1986. године био је пет пута у различитим улогама борбених послуга ракетног дивизиона и ракетног пука на бојевим гађањима на полигону Ашулук у Совјетском Савезу. Учествовао је на спортским првенствима РВиПВО и ЈНА у гађању из пиштоља 1995. вицешампион у ЈНА, а 1997. и 1998. године првак РВиПВО.
Службовао у гарнизонима: Младеновац, Љубљана, Логатец, Врхника, Мостар, Бања Лука и Београд. Пензионисан је 1. априла 1997. године.
Учествовао је у рату у Словенији као командант 350. ракетног пука противваздушне одбране. Очувао је пук и послије осам мјесеци, двије предислокације (Мостар, Београд), у априлу 1992. године увео га је (са комплетном техником и већином старјешинског и војничког кадра) у састав противваздушне одбране Савезне Републике Југославије. У Одбрамбено-отаџбинском рату српског народа у Босни и Херцеговини учествовао је од 19. маја 1992. до 14. децембра 1996. године на дужности начелника штаба, уједно замјеника команданта, Ваздухопловства и противваздушне одбране Војске Републике Српске, гдје је остварио своју улогу у формирању, организовању, развијању овог вида и руковођењу и командовању борбеним дејствима јединица Ваздухопловства и противваздушне одбране.
Дипломски рад у Командно-штабној школи тактике Ратног ваздухопловства и противваздушне одбране је "Употреба ракетних јединица у ПВО објеката на брдско планинском земљишту од напада са малих висина" и у Командно-штабној школи оператике Ратног ваздухопловства и противваздушне одбране "Систем ПВО сјеверозападног војишта у почетном периоду рата": Коаутор је пројекта "Просторни интегрисани противавионски систем - ПИПАС'; 1995.Објавио је више десетина чланака у многим дневним и седмичним новинама и часописима и дао 16 интервјуа електронским и штампаним домаћим и иностраним медијима.
Послије пензионисања са породицом живи у Београду. Био је активан члан Извршног одбора Удружења за повратак Срба у Босанску Крајину у Београду и члан Извршног одбора Удружења прогнаних Срба из крајишких општина у Бањој Луци. Члан руководства Удружења бораца, потомака и поштовалаца Народноослободилачког рата "Крајишке бригаде" и члан руководства Савеза резервних војних старјешина Србије. Чланство у Клубу генерала и адмирала Србије је напустио 14. јуна 2018. из протеста због додијеле "Медаље српских генерала" министру одбране Александру Вулину.

## Одликовања и признања
Одликован у ЈНА:
- Орден за војне заслуге са сребрним мачевима (1973),
- Орден народне армије са сребрном звездом (1980),
- Орден за војне заслуге са златним мачевима (1985),
- Орден Народне армије са златном звездом (1990),
- Орден за храброст (1991)

Више пута је награђиван (између осталог три пута сатом, једном двогледом и једном пиштољем) и похваљиван.
Током службе седам пута је оцјењиван, једном оцјеном истиче се и шест пута оцјеном нарочито се истиче.